# Willy Schröder
Wilhelm Schröder, més conegut com a Willy Schröder   (Magdeburg, 7 de març de 1912 - Gersfeld (Rhön), 28 de setembre de 1990), va ser un atleta alemany, especialista en el llançament de disc, que va competir durant la dècada de 1930.
El 1936 va prendre part en els Jocs Olímpics d'Estiu de Berlín, on fou cinquè en la prova del llançament de disc del programa d'atletisme. En el seu palmarès destaca una medalla d'or en el llançament de disc al Campionat d'Europa d'atletisme de 1938, i el campionat nacional de llançament de disc de 1936 i 1937.
El 1935 aconseguí el rècord del món de llançament de disc amb un llançament de 53,10 metres, un rècord que fou vigent fins a 1941 quan Archie Harris el millorà.

## Millors marques
- Llançament de pes. 15,67 metres (1935)
- Llançament de disc. 53,10 metres (1935)[4]